# Гендрикова, Прасковья Александровна
Графиня Прасковья Александровна Гендрикова (урождённая княжна Хилкова; 19 февраля (3 марта) 1802 — 12 (24) марта 1843) — фрейлина императрицы Марии Фёдоровны, фаворитка великого князя Михаила Павловича, первая жена графа А. И. Гендрикова, сестра боевого генерала князя Степана Хилкова и начальницы Елизаветинского института Любови Безобразовой.

## Биография
Одна из дочерей князя Александра Яковлевича Хилкова (1755—1819) и его второй жены баронессы Феодосии Ивановны Местмахер. Родилась в Петербурге, крещена 29 июня 1802 года в Симеоновской церкви при восприемстве деда барона Ивана Ивановича Местмахера, российского посла в Дрездене, и сестры княжны Марии Хилковой. Воспитывалась в Екатерининском институте, который окончила в 1820 году с золотым шифром большой величины. О ней императрица Мария Фёдоровна сказала всему собранному в зале институту: «Donnez plus souvent des Paulette Hilkoff». 
По окончании обучения была назначена фрейлиной двора, где вскоре стала всеобщей любимицей. Великолепно танцевала и пела на музыкальных вечерах. В неё был влюблен Жуковский, что видно из записей в его дневнике, и посвятил ей стихотворное послание «Не грех ли вам, прекрасная графиня…». «Красота Хилковой и приятный ум её обвораживали весь двор, — вспоминал барон М. А. Корф, — одним из ревностных поклонников её являлся холостой и молодой тогда великий князь Михаил Павлович».
«Паша была более чем красива, — писала мемуаристка А. О. Смирнова, — у неё было выражение бесконечной нежности, маленький вздернутый нос, придававший ей вид шаловливого ребёнка, очень маленький рот, крупная вишня не могла бы пройти через эти тонкие губки. У неё был беззаботный вид, её серые глазки были добры… Все это вместе нравилось всем, и особенно бедному великому князю, столь скромному». Сперва это было обыкновенное увлечение молодого человека, но вскоре оно переросло в пылкую страсть, и великий князь решился формально просить руки княжны Хилковой. Настойчивые требования Михаила Павловича взволновали весь двор и царский дом. Император Александр I, сочувствуя брату, был уже склонен дать согласие, но императрица Мария Фёдоровна оставалась непреклонною. «Дитя мое, — говорила она сыну, — делай как хочешь, но перед тобой дурной пример Константина».
Тогда княжна Хилкова решилась на самоотверженный поступок. Она бросилась к ногам императрицы, говоря, что с её стороны не было никогда содействия к возбуждению страсти великого князя и, в доказательство, просила, как милостыню, дозволения покинуть своё место. Это средство подействовало. Михаил Павлович уехал в Штутгарт, чтобы познакомиться со своей будущей женой, а княжна осталась при дворе. 6 октября 1823 года она пела «с отличным искусством и приятностью» на музыкальном вечере в Гатчине по случаю приезда Елены Павловны слова ангела в стихах Жуковского «Ангел и певец», положенных на музыку Маурером. Через три года княжна Хилкова вышла замуж за молодого и богатого гвардейского офицера графа Александра Ивановича Гендрикова (1807—1881).
Венчание их было 3 ноября 1826 года в Придворном соборе в Зимнем дворце. «Пашинька Хилкова уже с неделю как графиня Гендрикова, — писала А. А. Воейкова, — и говорят очень довольна, и счастлива». После отставки мужа с 1832 года жила в Харькове. На балу, данном по случаю приезда в город цесаревича Александра Николаевича 12 октября 1837 года, графиня Гендрикова, как писал С. А. Юрьевич, была «a la tete de la societe de Харькова» и танцевала с наследником. Супруги Гендриковы пользовались всегда особым расположением княгини Елены Павловны. В 1841 году она уговорила графа принять должность шталмейстера, что давало им еженедельный доступ ко двору. Смена благоприятного климата Малороссии на Петербург пагубно сказалось на здоровье Прасковьи Александровны и она постоянно болела.
В начале 1843 года болезнь её приняла самый злокачественный характер. В продолжении своих страданий она была ежедневно посещаем великим князем Михаилом Павловичем и очень часто императрицей. Кроме высшего общества, весь город знал о скорой кончине графини Гендриковой, видя ежедневно царские экипажи у её подъезда. 12 марта 1843 года она умерла от воспаления легких. К телу приезжал прощаться весь двор, император был последним перед самым выносом, а великий князь Михаил Павлович был при отпевании в Исаакиевском соборе. Печаль его при теле ознаменовалась даже несколько раз слезами и после, в течение нескольких дней, он нигде не показывался. «Я люблю её больше всего на свете и буду любить до последнего вздоха», — говорил опечаленный князь. Тело графини Гендриковой было отвезено в харьковское имение её мужа в село Графское Волчанского уезда и похоронено под Андреевской церковью.
В браке имела сыновей — Александра (1827—1851; поручик, смертельно ранен на дуэли бароном Э. О. Розеном), Дмитрия (1831—1898; генерал-лейтенант), Степана (1832—1901; действительный тайный советник) и дочь Анну (1830—1886; фрейлина двора, замужем за рязанским губернатором Н. А. Болдаревым).